# Wong Tai
Wong Tai bodde i Nanhai i Guangdong-provinsen. Hans kunskaper i både kiropraktik och särskilt örtmedicin var välkända. Han var en av fem populära doktorerna i Guangdong-provinsen på den tiden. Wong Tai hade alltid haft ett intresse för Kung Fu och började träna kinesisk kampkonst vid unga år. När Luk Ah Choi kom till Guangdong, åkte Wong Tai för att lära sig den berömda Hung Gar stilen under Luk Ah Choi, som accepterade honom som elev och lärde honom allt han kunde. Wong Tai, i sin tur, förde vidare kunskaperna till sin berömde son Wong Kay Ying, som också tränade under sin fars tränare Luk Ah Choi. Hans kunskaper låg mest inom medicinen, men han sägs vara skicklig i Ng Ying Kuen (de fem formernas teknik). Det sägs också att han var duktig på Moi Fa Jam (plommonblommans nålar) och även Munken Feng I Yuans Luk Da Rue (Feng I Yuans 36 vitala attacker) och även Munken Wang Cheng Nan Da Rue. Munken Feng I Yuans kunskaper var från taoismen och skapade under den tidiga Ming-dynastin, medan Wang Cheng Nans kunskaper utvecklades senare under Ming-dynastin och lärdes ut i Sil Lum Gee i södra Kina.
Wong Tai lärde sig ytterligare Gung Fu vid sitt möte med Hung Hei Gung, under en kort tid. Han lärde sig också mer genom Luk Ah Choi. Det sägs att Wong Tai var en av Luk Ah Choi’s närmaste vänner och följeslagare. Trots att de var nära varandra i ålder, och att Luk Ah Choi var senior till Wong Tai, övervägde vänskapen de flesta aspekterna av det traditionella lärare / studentförhållandet. Genom Luk Ah Choi, lärde sig Wong Tai särskilt Fa Kuen kunskapen och utökade sin kunskap i Ng Ying genom både Luk Ah Choi och Hung Hei Gung. Wong Tai lärde sin son Wong Kay Ying grunderna i Gung Fu och lärde honom särskilt en mer akrobatisk kampkonst vid ung ålder. Det sägs också att Wong Tai vägrade låta sin son bli undervisad av Luk Ah Choi på grund av det politiska klimatet vid den tiden. Han oroade sig över faran sonen skulle utsättas för om Ching-armén upptäckte honom tillsammans med patrioterna. 
Av den här anledningen lade Wong Tai alla sina ansträngningar på att lära sin son medicinska kunskaper och genom denne Wong Kay Ying skulle han bli känd som en av de sex bästa läkarna i Fut Shan; Kuan Chin Chih, Li Tsai Kan, Liang Tsai Hsin och Juan Shi var de andra fem. Wong Tai var själv patriot, men Wong Kay Ying var hans ende son och detta var en tung börda för Wong Tai. Till sist skulle Wong Kay Ying utbildas av Luk Ah Choi, först utan sin fars tillåtelse, men också senare i livet när Wong Kay Ying var mycket äldre. Det finns inget skrivet om när Wong Tai dog, men man tror att han dog på sin födelseort och vid ungefär samma tid som även Luk Ah Choi gick bort.